# Drumburle

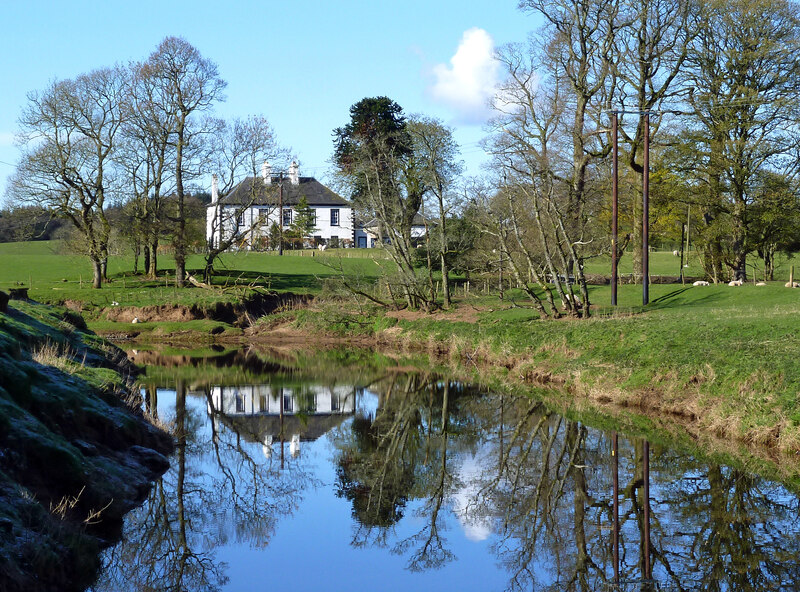
Drumburle

Drumburle ist ein Wohngebäude nahe der schottischen Ortschaft Dailly in der Council Area South Ayrshire. 1971 wurde das Bauwerk in die schottischen Denkmallisten in der höchsten Denkmalkategorie A aufgenommen.

## Beschreibung
Das Wohngebäude liegt isoliert rund 2,5 nordöstlich von Dailly, nahe dem Nordufer des Water of Girvan. Das exakte Baujahr von Drumburle ist nicht verzeichnet, so dass nur das 18. Jahrhundert als Bauzeitraum angegeben werden kann. Der Eingangsbereich des zweistöckigen Gebäudes befindet sich mittig an der nordostexponierten, fünf Achsen weiten Frontseite. Er ist mit Säulen und Gesimsen gestaltet. Farblich abgesetzte Faschen fassen die Sprossenfenster ein, während die bossierten Ecksteine eine andere Farbe besitzen. Sie heben sich gut von den mit Harl verputzten und geweißten Fassaden ab. Das Gebäude schließt mit einem schiefergedeckten Walmdach. Von diesem erheben sich zwei symmetrisch angeordnete, firstständige Kamine. Eine Mauer grenzt einen rückseitigen Hof ab, auf welchem sich unter anderem ein zweistöckiger Taubenturm befindet.